# 라우터브루넨-뮈렌 산악 철도
라우터브루넨 - 뮈렌 산악 철도(Lauterbrunnen–Mürren Mountain Railway) 또는 베르크반 라우터브루넨-뮈렌(독일어: Bergbahn Lauterbrunnen–Mürren, BLM), 또한 뮈렌 철도(독일어: Mürrenbahn, 뮈렌반)는 스위스 베른고원의 하이브리드 교통 체계이다. 이 철도는 라우터브루넨과 뮈렌을 연결한다. 이 시스템은 그뤼치알프반(Grütschalpbahn)이라고도 알려진 연결된 공중 케이블카와 접착식 산악 철도로 구성되어 있다. 케이블카는 2010년에 같은 경로에 설치되어 있던 삭도를 대체했다.
이 노선은 라우터브루넨 계곡 절벽 위에 위치하며, 도로 접근이 열악한 뮈렌 리조트 마을까지 연결하여 승객과 물품 운송한다. 또한 계곡 깊은 곳을 가로지르며, 아이거, 묀히, 융프라우의 전망을 감상하게 해준다.
이 노선은 벵에른알프 철도, 융프라우 철도, 하더 철도와 피르스트 철도를 소유하고 있는 지주 회사인 융프라우반 홀딩 AG( Jungfraubahn Holding AG)의 자회사인 베르크반 라우터브루넨-뮈렌 AG(Bergbahn Lauterbrunnen-Mürren AG)가 소유하고 있다. 해당 지주 회사를 통해 알리안츠-융프라우 탑 오브 유럽 마케팅 동맹의 일부가 되었으며, 여기에는 별도 소유의 베르너 오버란트 철도와 쉬니게 플라테 철도(Schynige Platte-Bahn)도 포함된다.

## 개요
라우터브룬넨-뮈렌 산악철도는 융프라우 철도지주회사(Jungfraubahn Holding AG)의 산하에 있다. 베르너 오버란트 철도 (BOB), 벵에른알프 철도 (WAB)와 함께 융프라우 지방을 커버하는 산악 교통기관망을 형성하고 있으며, 주로 융프라우 지방 굴지의 뷰포인트인 쉴트호른을 목표로 하는 관광객에게 이용되고 있다. 더불어 라우터브루넨 계곡에 솟은 절벽 위에 위치한 뮈렌으로 물자를 운반하는 역할도 하고 있다.

## 역사
뮈렌반은 1891년 개업했다. 라우터브룬넨과 그뤼치알프 사이는 원래 케이블카로 운행하고 있었지만, 2006년 12월부터 100명의 승객과 6톤의 물자를 운반할 수 있는 케이블카로 교체되었다. 그뤼치알프와 뮈렌 사이의 협궤 철도의 총 길이는 약 4km로, 최대 경사는 50퍼밀이다.

## 운행

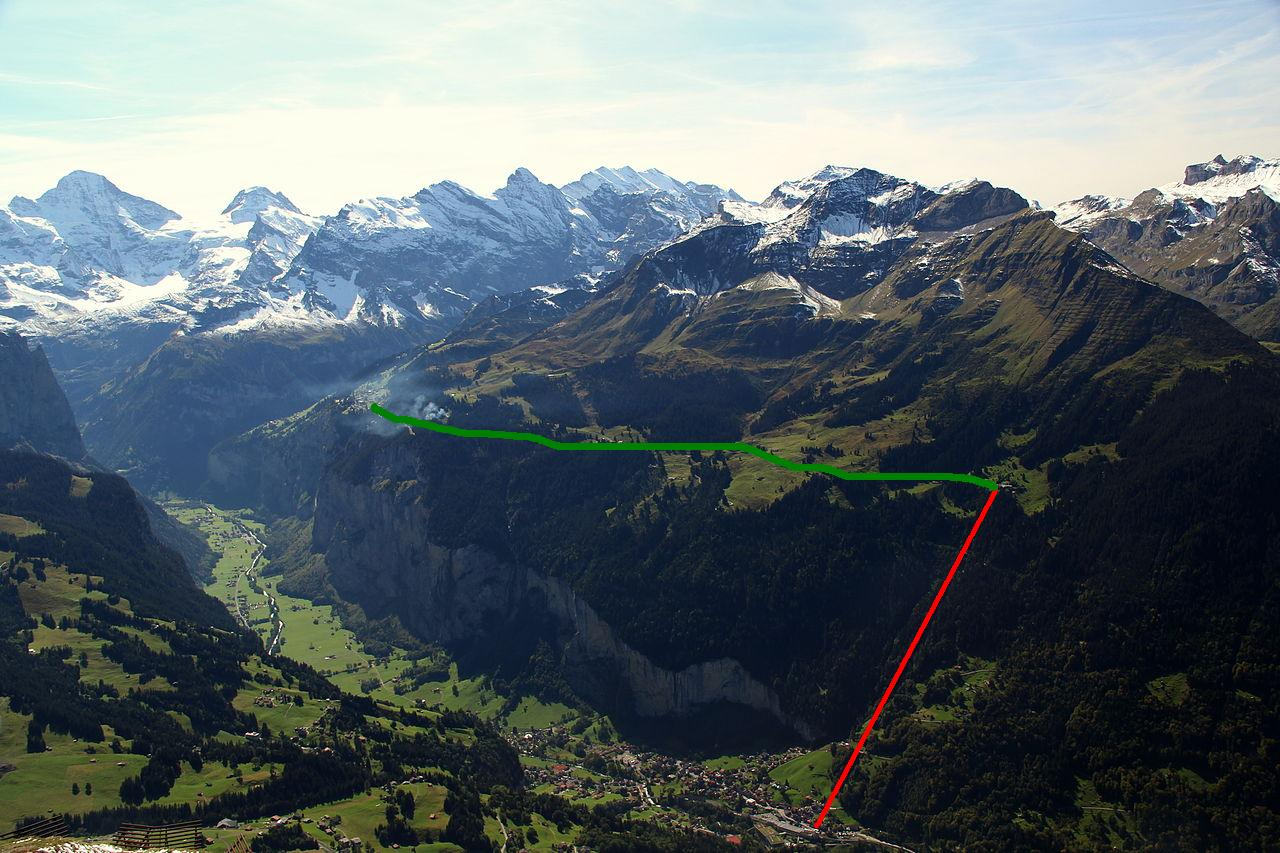
라우터브루넨 계곡 위의 BLM 노선(케이블카 부분은 빨간색, 레일 부분은 녹색)

### 경로
BLM은 라우터브루넨에서 출발하여 인터라켄으로 가는 베르너 오버란트 철도(BOB) 플랫폼과 클라이네 샤이덱과 그린델발트로 가는 벵에른알프 철도 (Wengernalpbahn, WAB) 플랫폼 바로 맞은편에 있는 터미널을 사용한다. 이 노선의 첫 번째 구간은 1.4km 거리에서 690m 높이의 공중 케이블카이다. 케이블카는 그 앞의 삭도 케이블카의 선을 따라가는데, 케이블카의 잔해는 여러 지점에서 볼 수 있다.
공중 케이블카와 철도는 그뤼치알프역에서 연결되며, 두 노선 모두 단일 건물 내에 있다. 이 역에는 노선 정비창도 있다. 역의 복잡한 운송 기계는 두 구역 사이에서 상품을 운송하는 데 사용되며 뮈렌까지 도로 접근이 사실상 불가능하기 때문에 잘 사용된다. 같은 기계가 케이블카와 철도 사이에서 물품을 옮기는 데 사용되었으며, 케이블카와 함께 사용하기 위해 유지되었다.
그뤼치알프에서 뮈렌까지 이 노선은 4.27km 길이의 협궤 전기 철도로 계속되며 높이는 152m이다. 대부분의 철도 노선은 라우터브루넨 계곡을 가로질러 아이거, 묀히, 융프라우의 전망을 제공한다. 이 철도는 빈터에그역에 단일 중간 호출 지점이 있으며, 뮈렌역의 종점까지 운행한다. 여기에서 승객이 사용하는 플랫폼은 현대적인 역 건물에 둘러싸여 있다. 역에 도착하기 직전에 이 노선은 뮈렌역까지 화물을 운송하는 데 사용되는 대형 화물 창고를 지나간다.

### 케이블카

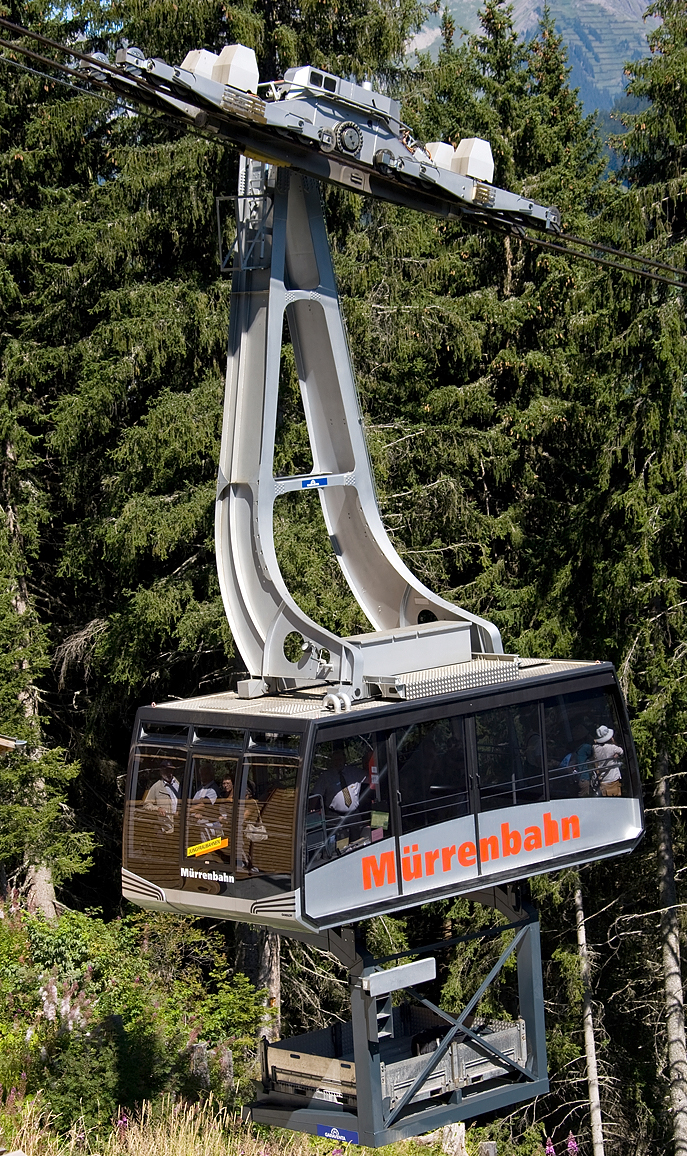
삭도를 대체한 케이블카

노선의 케이블카 구간은 4분의 여행 시간으로 라우터브루넨과 그뤼치알프역 사이를 왕복하는 단일 케이블카로 운영된다. 이 차량은 100명까지 탑승할 수 있는 상부 승객층과 6톤의 화물을 운반할 수 있는 하부층으로 구성되어 있다. 케이블카는 철도와 함께 시간당 2~4회의 운행 빈도를 제공하도록 예정되어 있다.

### 레일
철도 노선은 빈터에크역에 순환 루프가 있는 단일 트랙으로 1,000mm의 트랙 궤간을 가진다. 가공선에서 공급되는 전기는 DC 550V로 공급된다. 라인은 레일 접착만을 사용하여, 운영되며 최대 기울기는 5%이다. 이전의 케이블카는 동일한 트랙 궤간을 공유하여 케이블카를 사용하여 철도차량을 전기 철도와 주고 받을 수 있다.
철도 구간은 14분의 여행 시간으로 종종 화물차를 끌거나, 미는 단일 전기 철도 차량으로 운영된다. 이 철도는 케이블카와 함께 시간당 2~4회의 운행 빈도를 제공하도록 예정되어 있다.

## 차량
철도 노선은 다음과 같은 자체 추진 차량을 사용한다.
| 사진 | 대수  | 부호    | 년도 | 참고                                                                       |
| ---- | ----- | ------- | ---- | -------------------------------------------------------------------------- |
|      | 11    | BDe 2/4 | 1913 | BLM용 제작 by SIG/MFO. 때때로 특별 서비스에 사용                           |
|      | 21-23 | BDe 4/4 | 1967 | BLM용 제작 by SIG/BBC/SAAS 1913년 제작된 차량을 대체하기 위해              |
|      | 31    | BDe 4/4 | 1967 | OJB용 82번으로 제작 by BBC/MFO. 2010년에 인수되어 BLM에 사용하기 위해 재건 |
|      | 25    | X rot m | 1956 | 디젤 제설 차량                                                             |

이밖에 승용차가 밀거나 끌면서 케이블카로 옮길 수 있는 무수히 많은 차체를 실어 나르는 저상 평차 4대와 무동력 작업차량도 다수다.